# Priekule
Priekule (németül: Preekuln) város Lettországban.

## Fekvése
A város Kurzeme déli részén, a Balti-tengertől körülbelül 40 kilométerre terül el, közel a litván határhoz.

## Története
Az első írásos feljegyzés a településről 1483-ból származik, ekkor került a terület a Korff család birtokába. Priekule 1871-ben indult fejlődésnek, amikor megnyitották a Vilniuszt Liepājával összekötő vasútvonalat.
A település 1928-ban kapott városi jogokat.

## Népessége
| Lakosok száma | 934  | 4133 | 2620 | 2584 | 2488 | 2433 | 2059 | 1985 | 1851 | 1810 |
|               | 1920 | 1979 | 2001 | 2004 | 2007 | 2011 | 2014 | 2017 | 2021 | 2024 |

## Látnivalók
- Az 1684-ben épült lutheránus templom.
- Az 1688-ban épült Svéd kapu.
- Lettország legnagyobb katonai temetője, ahol több mint 23 000 második világháborúban elesett katona van eltemetve.
- A városka határában található autócross pálya.

## Híres priekuleiek
Itt született Ēriks Ešenvalds (1977), lett zeneszerző.

## Külső hivatkozások
- Priekule hivatalos honlapja Archiválva 2009. február 21-i dátummal a Wayback Machine-ben